# 座礁鯨

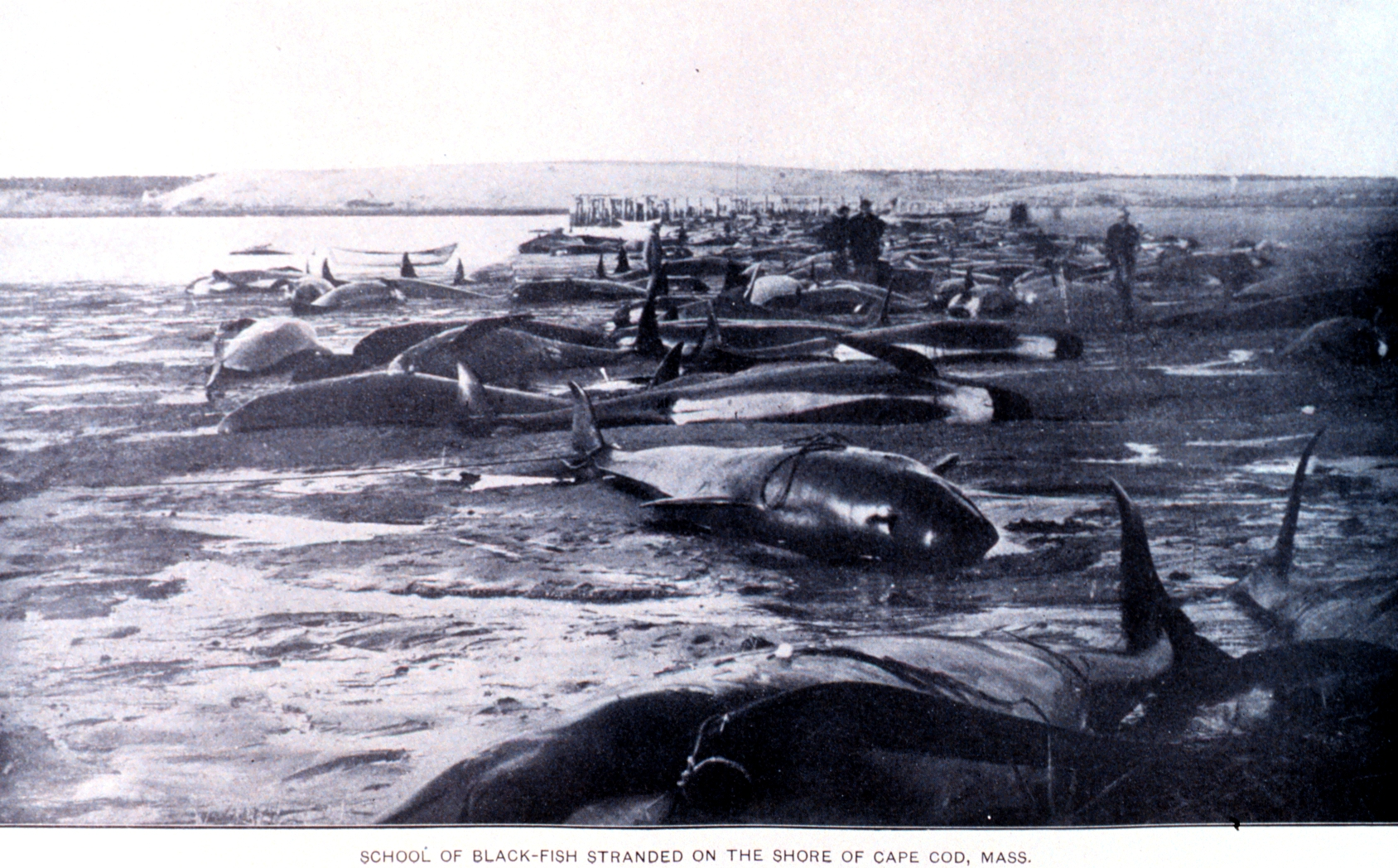
1902年にアメリカ合衆国ケープコッド付近で起きたクジラの集団座礁。

座礁鯨（ざしょうくじら）とは、何らかの理由により、クジラ類が浅瀬や岩場などの海浜に乗り上げ、自力で泳いで脱出できない状態になること。「鯨の集団自殺」として知られる。
日本の古い言葉では寄り鯨（よりくじら）や流れ鯨（ながれくじら）という。専門的にはイルカを含めて座礁鯨類ともいい、小型の鯨類（イルカ）の場合は座礁イルカとも呼称される。英語圏においては、ホエール・ストランディング (Whale stranding) やBeached whaleという。また、英語圏での集団座礁を指すマスストランディングや生きた個体の座礁を指すライブストランディングも、専門家の間では使われている。その原因は長年謎とされたが、軍で使われるソナーが原因で「減圧症」になるという有力な説も浮上している。

## 概要

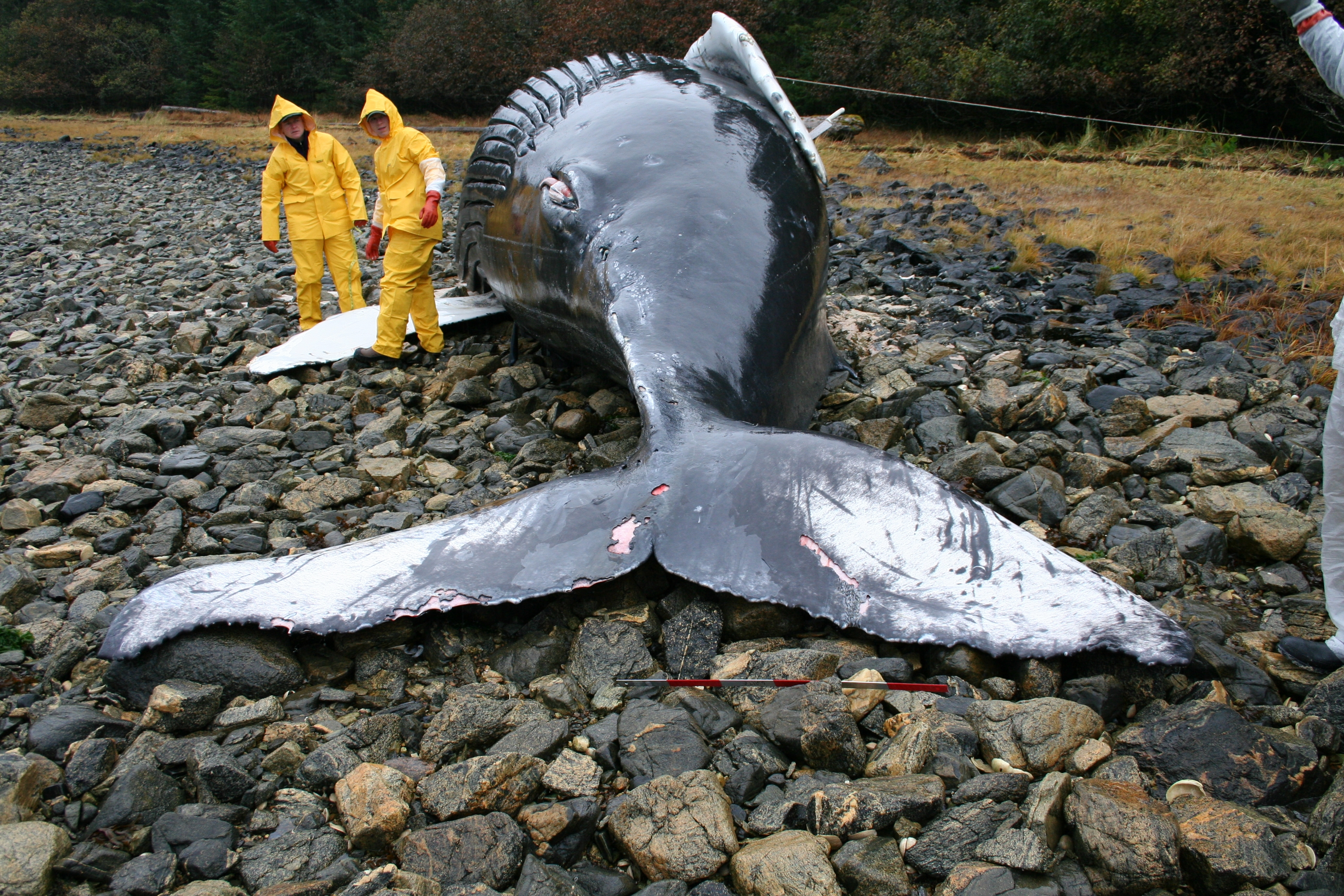
米国アラスカ州ペリル海峡のバラノフ島に漂着した子ザトウクジラ。

水産庁では、座礁鯨は生きた状態での海浜への打ち上げをいい、死亡した状態で漂着したものを漂着鯨 (whale beaching) としているが、ここでは死亡した状態で打ち上げられたクジラ類についても記述する。鯨の座礁は単独のこともあれば、群れが座礁することもある。
過去最大級の座礁例は、1918年にニュージーランドのチャタム諸島において発生したもので、約1000頭の座礁が記録されている。
「流れ鯨」とは何らかの原因で死んだ鯨が海浜に流れ着いたクジラのことであるが、単に座礁したクジラについても用いられる例があり、「寄り鯨」とは生きたまま海浜に乗り上げたクジラをいうが、湾などの狭い海や、比較的に浅い海に迷い込んで外海に出られない場合や、居ついてしまいその場所から出て行かないクジラの事もいう。
尚、種類によっても座礁の傾向は異なり、集団座礁（マスストランディング）はハクジラに多く、ヒゲクジラにおいては殆ど見られないとされる。
ハクジラの中でもゴンドウクジラの仲間は、群れとして行動する傾向があり、一度座礁し始めると連鎖して集団座礁に繋がることがある。

### 原因として考えられること
単独と複数の時はそれぞれ当てはまる事項に差異があるが、ここでは併せて列挙する。

#### 外的要因説
1. 2019年1月30日に英学術専門誌「英国王立協会紀要」に、軍のソナーによるストレスが原因で「減圧症」になるとする研究論文が発表された。それによるとソナーの周波数を浴びたクジラはストレスを受け、ソナーの発信源から遠ざかろうとして潜水のパターンが乱れ、体内に窒素が蓄積してしまう現象が起きるという。中周波ソナー（MFAS）は潜水艦の探知を目的に1950年代に開発されたが、60年代頃から周波数約5キロヘルツのソナーの発信を開始。時期を同じくして、特に地中海でクジラが大量に打ち上げられる現象が発生するようになったという。クジラの大量座礁は1960～2004年の間に121件確認され、うち少なくとも40件は海上での軍の活動時間と場所が密接に関連していたことが明らかになった。打ち上げられたクジラは外見上は病気やけがは見当たらなかったが、体内では、減圧症のように窒素が気泡となって血管内に蓄積され、脳内出血を起こしていた。死体解剖の結果、さらに他の内臓や脊髄、中枢神経系への損傷も発生していた[2]。
2. 餌を追っているうちに、誤って浅瀬に入ってしまった。
3. シャチなどの外敵や、種別の違う他の鯨類のハラスメントから逃れるため、誤って浅瀬に入ってしまった。
4. 地震の振動や[1]、台風などによる潮流の短期的な変化や、船舶や潜水艦など、海での人の起こす人工的な音や振動など、本来はあり得ない事象に驚き混乱した結果、誤って浅瀬に入ってしまった[6]。意図的にこうした混乱を生じさせて捕獲する漁法としてイルカ追い込み漁も存在する。
5. 特定の海岸の地形。アメリカ東海岸のケープコッド、ニュージーランド北部のフェアウェル・スピット、北海の海岸線などで座礁が確認されている[1]。
6. 潮汐力。干潮時になると数分で海水が引く所では、その速度に追いつけなかった鯨などが取り残され、そのまま座礁する事例もある[1]。
7. 海洋プラスチックごみ。海洋プラスチックを飲み込んだ鯨が座礁することもある[1]。

#### 内的要因説
1. エコロケーション（反響定位）が岩場や浅瀬で乱反射や無反射することで、方向感覚を失うことによる。
2. 耳腔に何らかの障害が起こり、そのことによる聴覚異常からの超音波探知の混乱や、耳石の異常などからの磁場探知の混乱[1]。
3. 地形と磁場の関係から、磁場探知において、磁場の強弱を順に追って移動すると浅瀬にたどり着くことによる。

### 座礁鯨の利用の歴史
近年の文化人類学と考古学の研究から、人類がアフリカから他の大陸に移り住んだ歴史において、その集団は海岸線に沿って徐々に移動したことが解ってきた。貝塚などの調査からも、初期の人類は魚介類とその他の野生の植物の収穫によって成り立ち、その貝塚の多くから残滓として鯨類の骨が見つかっている。大型の鯨類の積極的な捕鯨は、充実した道具や船舶などが発達してから行われたと考えられているので、小型の鯨類を除いての食物残滓は座礁鯨を利用したものと考えられている。
現在でも日本を始め、海洋性東南アジアの国々や北極圏のイヌイットは座礁鯨の利用が伝統的にあり、活用している。代々にわたり座礁鯨を利用してきたニュージーランドの先住民であるマオリ族は、座礁鯨の利用を政府により禁止され、捕鯨文化の伝承が間接的に制限されている。また近年では、鯨肉を食さない地域でもスコットランドのルイス島の西側にあるブレガーという村のジョンバプテスト礼拝堂の入り口の門には付近で座礁したシロナガスクジラの顎の骨が飾られているように、世界各地で座礁鯨の骨をオブジェとして飾っている施設や地域がある。
その他、座礁鯨は海洋生物学や古生物学、食物連鎖や海洋資源などにおいて調査研究がなされている。環境保護の立場から捕鯨を行わなくても研究用の標本や食用の需要は座礁鯨から求められるという意見もある。

## 座礁鯨の問題と対処

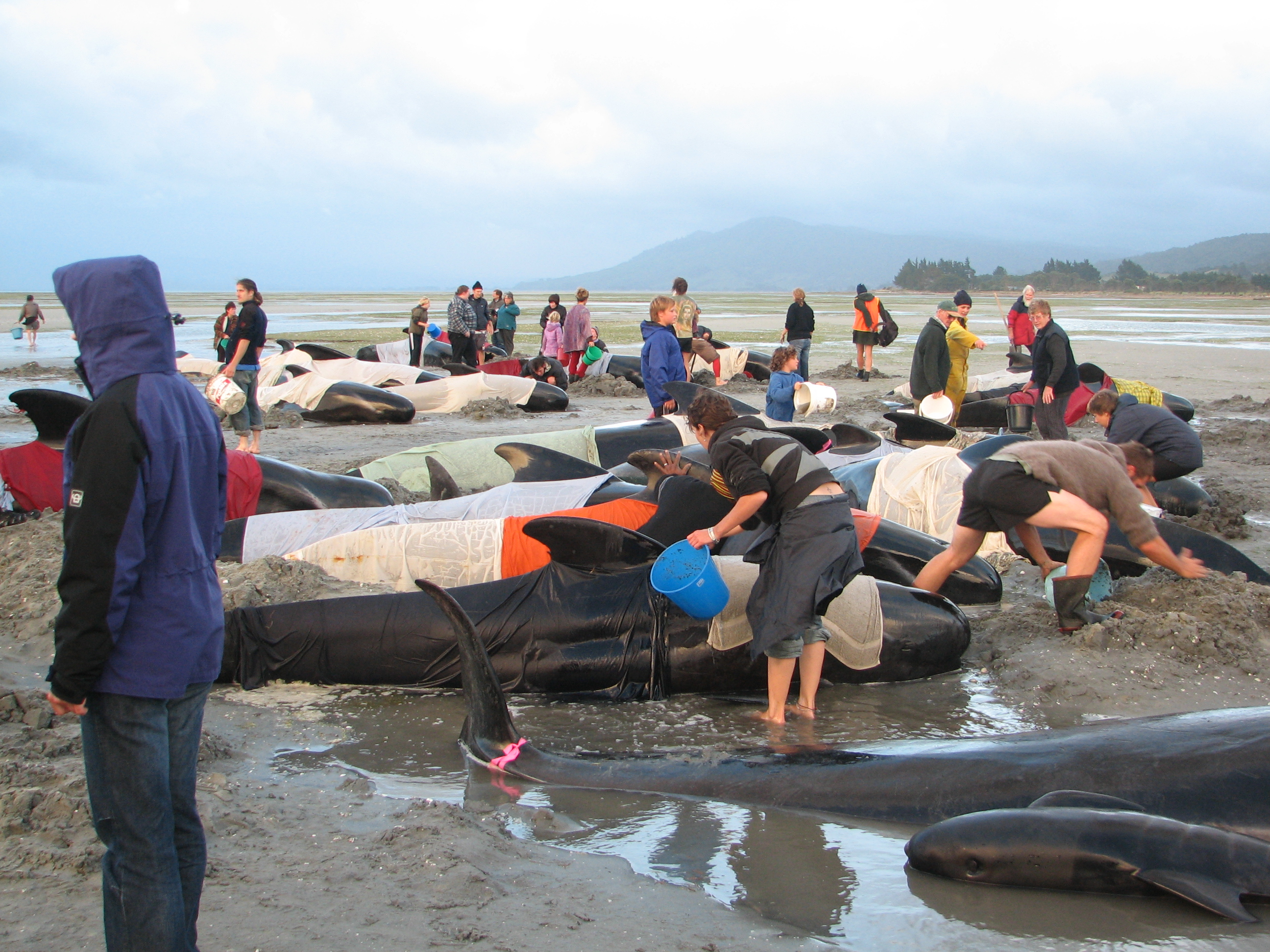
2005年12月ニュージーランド南島北端フェアウェル・スピットで起きたゴンドウクジラの集団座礁で、鯨の体温を保持して救助しようとする人々。

#### 座礁鯨の利用の歴史（日本）
捕鯨
日本の捕鯨は、初期捕鯨時代の突き取り式捕鯨・追い込み式捕鯨・受動的捕鯨の3つの方法と、戦国時代頃から確立された網取式捕鯨、明治以降の砲殺式捕鯨の3期で5つの方法に分類することができる。このうち受動的捕鯨は座礁鯨の捕獲を主に示し、追い込み式捕鯨は海浜の近くに現れた鯨類を追い立て、積極的に座礁させる捕鯨方法をいう。そして座礁を利用した追い込み式捕鯨・受動的捕鯨においては日本各地で近年まで行われ、追い込み式捕鯨はイルカ追い込み漁として比較的小型のハクジラ類において現在は和歌山県太地町で行われるに留まる。また受動的捕鯨についても食品衛生法に抵触する恐れがあり、原則好ましくないとされるが、一部地域では慣習（伝統文化）として積極的に恵みとして食用利用する地域も残っている。
漂着神（えびす）・寄り神信仰
日本において「寄り鯨」・「流れ鯨」と呼ばれた座礁鯨・漂着鯨は「えびす」と呼ばれ、資源利用が盛んであり、「寄り神信仰」の起源ともいわれている。特に三浦半島や能登半島や佐渡島などに顕著に残っており、伝承されている。座礁鯨の到来は七浦が潤うともいわれ、恵比寿が身を挺して住民に恵みをもたらしてくれたものという理解もされていた。もっとも、地域によっては漂着神ではなく魚を寄せ大漁をもたらす漁業神として鯨を信仰したため、座礁鯨を食べると不漁になるという伝承も存在した。
鯨墓・鯨塚
鯨墓・鯨塚とは、座礁鯨を捕獲したり、また浦や湾に迷い込んだ鯨を追い込み漁で座礁させ捕獲した記録が日本各地の海浜地区で残されており、その大漁に賑わった事やそのことに対し感謝や追悼を様々な形で表し、祈願祈念の碑を建てたもので、後世に伝承されている。
アイヌのクジラ利用
アイヌ民族も古来から座礁鯨を食用としていた。北海道の太平洋沿岸地方には、座礁鯨を発見した村人が肉を分け合う様を表現した寸劇「フンペリㇺセ」（クジラ踊り）が伝承されている。波が静かな噴火湾では、トリカブトの毒を塗った銛を用いての積極的な捕鯨も行われていた。

## 座礁鯨と環境
クジラ#鯨（くじら）と生態系を参照。

## 水産庁の対処とその指針
座礁鯨を発見した場合、水産庁はその当該地方自治体や地域住民に協力を仰いで海に帰すことに努めるとしている。

### 水産庁による座礁鯨の定義
座礁と漂着
- 座礁鯨とは、生存している状態で海浜の浅瀬などに乗り上げた状態の鯨類。
- 漂着鯨とは、死亡した状態で海浜の浅瀬などに流れ着いた状態の鯨類。

個体数と大きさ
- 全てのヒゲクジラ類とツチクジラ及びマッコウクジラを大型鯨類の座礁としている。
- ツチクジラ及びマッコウクジラを除く全てのハクジラ類を小型鯨類の座礁としている。
  - 上記の小型鯨類の20頭以下の座礁を「小型少数座礁」としている。
  - 上記の小型鯨類の21頭以上の座礁を「小型多数座礁」としている。

## 論考
ともに東京大学医学部出身の安部公房と養老孟司が鯨の集団自殺としてそれぞれ論考を執筆している。

## 創作物
・DEATH STRANDING-本作では、海洋生物の座礁（デス・ストランディングやマス・ストランディングなど）という行為が、作中のビジュアルや世界設定に大きく関わってくる。なお、上記でも触れた安部公房が執筆した短編小説「なわ」がゲーム冒頭で引用されている。